# Niccolò Acciaiuoli (XIII secolo)

Stemma degli Acciaiuoli

Niccolò Acciaiuoli (... – post 1297) è stato un politico italiano originario di Firenze della celebre famiglia Acciaiuoli, figlio di Guidalotto Acciaiuoli e fratello di Tommaso Acciaiuoli, detto Mannino.

## Biografia
Ricoprì l'incarico di giudice per la Repubblica fiorentina e fu Priore di Libertà nel 1289, 1294 e 1298.
La sua carica di magistrato si incrociò con quella di Baldo d'Agugliano, giudice anch'egli: difatti quest'ultimo cercò invano di cancellare le tracce di una falsa testimonianza resa dall'Acciaiuoli, suo collega, nell'adempimento delle proprie funzioni. Per l'epoca fu un grave scandalo sfociato nella condanna dei due a pene pecuniarie e confino.
Nel 1297 fu Ufficiale percettore degli estimi e delle allibrazioni. Altri suoi fratelli (meno importanti) furono Donato, Ottaviano, Tinga e Sofia. Il suo nipote, figlio di Acciaiolo, fu il celebre Niccolò Acciaiuoli (1310 - 1365) fondatore della certosa di Firenze.

## Matrimonio e discendenza
Sposò Pera Manzuoli (?-1339) e fu il padre naturale di Acciaiolo Acciaiuoli, che ebbe una carriera politica più prestigiosa.